# Sayed Mohamed Adnan
Sayed Mohamed Adnan Mahdoodh Mohamed Hussain (Male, 5 febbraio 1983) è un calciatore bahreinita, difensore dell'Al-Hidd.

## Caratteristiche tecniche
È un difensore centrale.

## Carriera

### Club
Comincia a giocare in patria, al Malkiya. Nel 2005 si trasferisce in Qatar, all'Al-Khor. Nel 2011 passa al Brisbane Roar, club della massima serie australiana. Nel 2012 viene acquistato dall'Al-Arabi, squadra della massima serie kuwaitiana. Nell'estate 2013 si trasferisce in Qatar, all'Al-Arabi. Nel gennaio 2014 torna in patria, all'Al Hidd. Nel 2016 passa all'Al-Ahly Doha. Nel gennaio 2017 torna all'Al Hidd.

### Nazionale
Ha debuttato in nazionale nel 2002. Ha partecipato, con la nazionale, alla Coppa d'Asia 2004 e alla Coppa d'Asia 2007.